# Franz Neuhofer
Franz Karl Neuhofer (* 8. September 1870 in Freistadt, Oberösterreich; † 15. November 1949 in Linz) war ein österreichischer Komponist, Musikpädagoge, Chorleiter und Domorganist.

## Leben und Wirken
Franz Neuhofer lernte in seiner Jugend Violine, Violoncello und Klavier von seinem Vater Josef Neuhofer (1828–1906). Er besuchte 1885 bis 1889 die Lehrerbildungsanstalt in Linz und begegnete in dieser Zeit Anton Bruckner. Nach seiner Schulzeit in Freistadt wurde er 1889 Volksschullehrer und 1895 Musikprofessor am örtlichen Gymnasium. Zwischen 1889 und 1903 war er Chorleiter des Männergesangsvereins Freistadt und gründete auch ein eigenes Schülerorchester.
1903 übersiedelte er nach Linz, wo er Gymnasialprofessor wurde und zwischen 1905 und 1930 als Domorganist wirkte. Weiters war Neuhofer zwischen 1912 und 1933 Lehrer an der Lehrerbildungsanstalt Linz. Zur 60-Jahr-Feier des Gymnasiums Freistadt (1927) komponierte er die Missa academica, die unter seiner Leitung in der Liebfrauenkirche uraufgeführt wurde. In Linz bildete sich 1919 eine Neuhofer-Gemeinde, die bis gegen Ende des Zweiten Weltkriegs durch Aufführungen und Drucklegungen die Verbreitung von Neuhofers Werken förderte.
Als Komponist stand Neuhofer in der Nachfolge Anton Bruckners und blieb als solcher dem Stil der Hochromantik verpflichtet. Er schrieb vor allem Kirchenmusik und Messen. Nebenbei vertonte er auch Texte zeitgenössischer Schriftsteller, insbesondere des Freistädters Edward Samhaber, und beschäftigte sich mit der Musikgeschichte Oberösterreichs.
Neuhofer wurde die Ehrenbürgerschaft der Stadt Freistadt verliehen. Beerdigt wurde er in einem Ehrengrab auf dem Linzer St. Barbara-Friedhof.
In Freistadt und Linz ist je eine Straße, in Ried im Innkreis ein Weg nach ihm benannt worden. In Freistadt verbindet die Neuhoferstraße die Kasernenkreuzung mit der Musikhauptschule. In Linz liegt die Straße im Stadtteil Kleinmünchen und verbindet den Hausleitnerweg mit dem Angerholzerweg. Der Neuhoferweg in Ried liegt zwischen dem Richard-Billinger-Weg und der Achleitnerstraße.